# خبرة ناقد
خبرة ناقد أو خبرة ناجد هي خَبْرة في ناحية النخيب بقضاء الرطبة بمحافظة الأنبار بالبادية العراقية غرب العراق.